# Vilín
Vilín (Hamamelis) je rod rostlin z čeledi vilínovité (Hamamelidaceae). Zahrnuje 4 druhy. Vilíny jsou dřeviny s jednoduchými střídavými listy, vyskytující se ve východní Asii a východních oblastech Severní Ameriky. Jsou pěstovány i v Česku jako okrasné dřeviny pozoruhodné zejména kvetením v zimním období. Nejčastěji se pěstuje vilín prostřední, kříženec vilínu měkkého a vilínu japonského, dostupný v mnoha zahradních kultivarech.

## Popis
Vilíny jsou keře a malé stromy s jednoduchými střídavými listy. Větévky, květní poupata a mladé listy jsou hvězdovitě chlupaté. Pupeny jsou nahé, hvězdovitě plstnaté. Palisty jsou opadavé a po opadu zanechávají drobnou jizvu. Listy jsou tenké nebo poněkud tužší, řapíkaté, asymetrické, široce eliptické až obvejčité, celokrajné nebo na okraji zvlněně zubaté, na bázi klínovité až mělce srdčité. Žilnatina je zpeřená, bazální žilky mají zpravidla ještě postranní, terciární žilky. Květy jsou oboupohlavné, čtyřčetné, v chudokvětých hlávkovitých nebo krátce klasovitých květenstvích. Kališní lístky jsou vejčité. Korunní lístky jsou páskovité, žluté až červené nebo zelenavé. Tyčinky jsou 4, s krátkými nitkami, a střídají se se 4 šupinovitými staminodii produkujícími nektar. Semeník je polospodní, srostlý ze 2 plodolistů obsahujících po 1 vajíčku, s velmi krátkými čnělkami. Tobolky jsou dřevnaté, pukající asi do půlky 2 dvouklanými chlopněmi a obsahující 2 oválná lesklá černá semena.

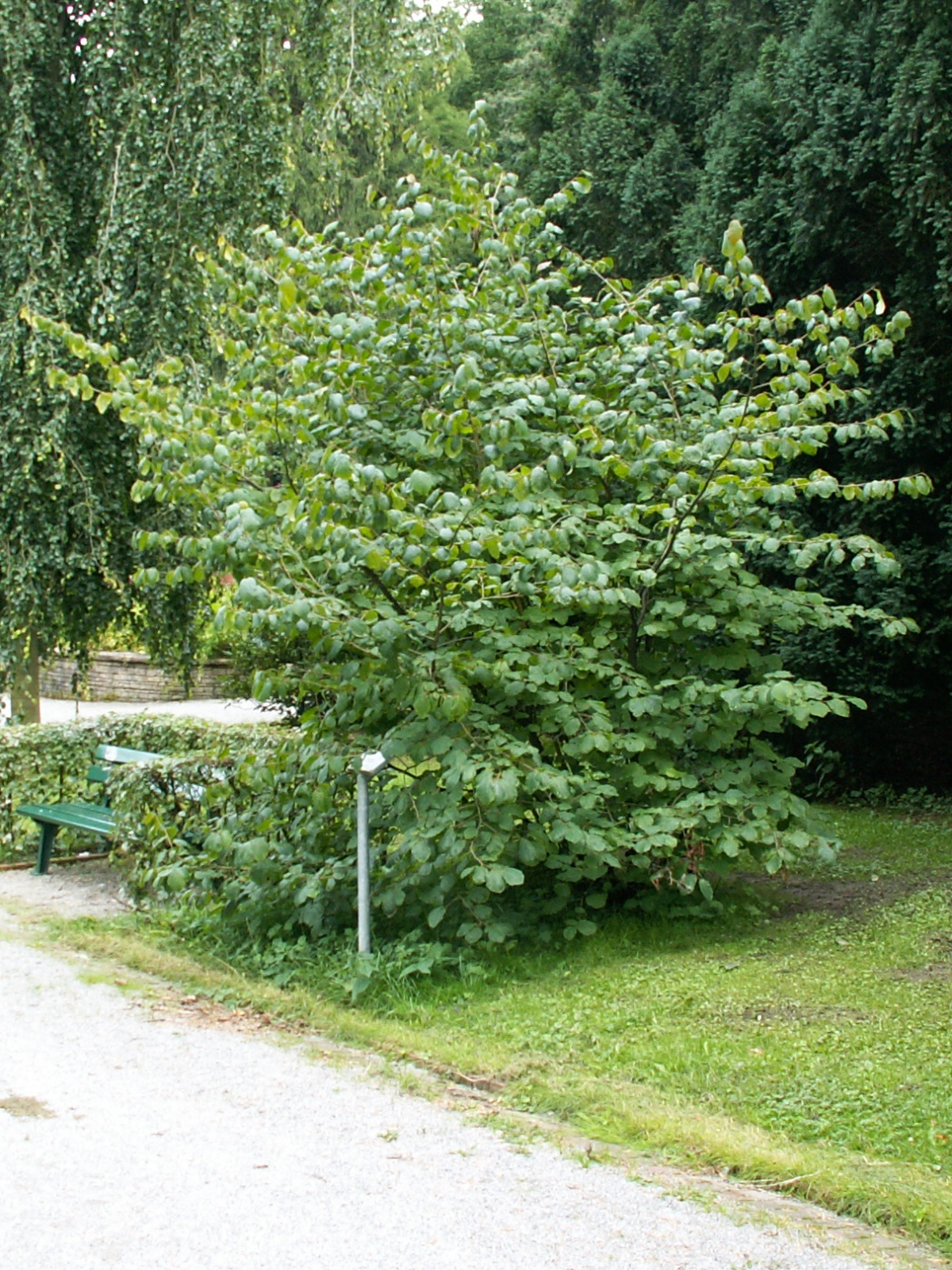
Vilín japonský
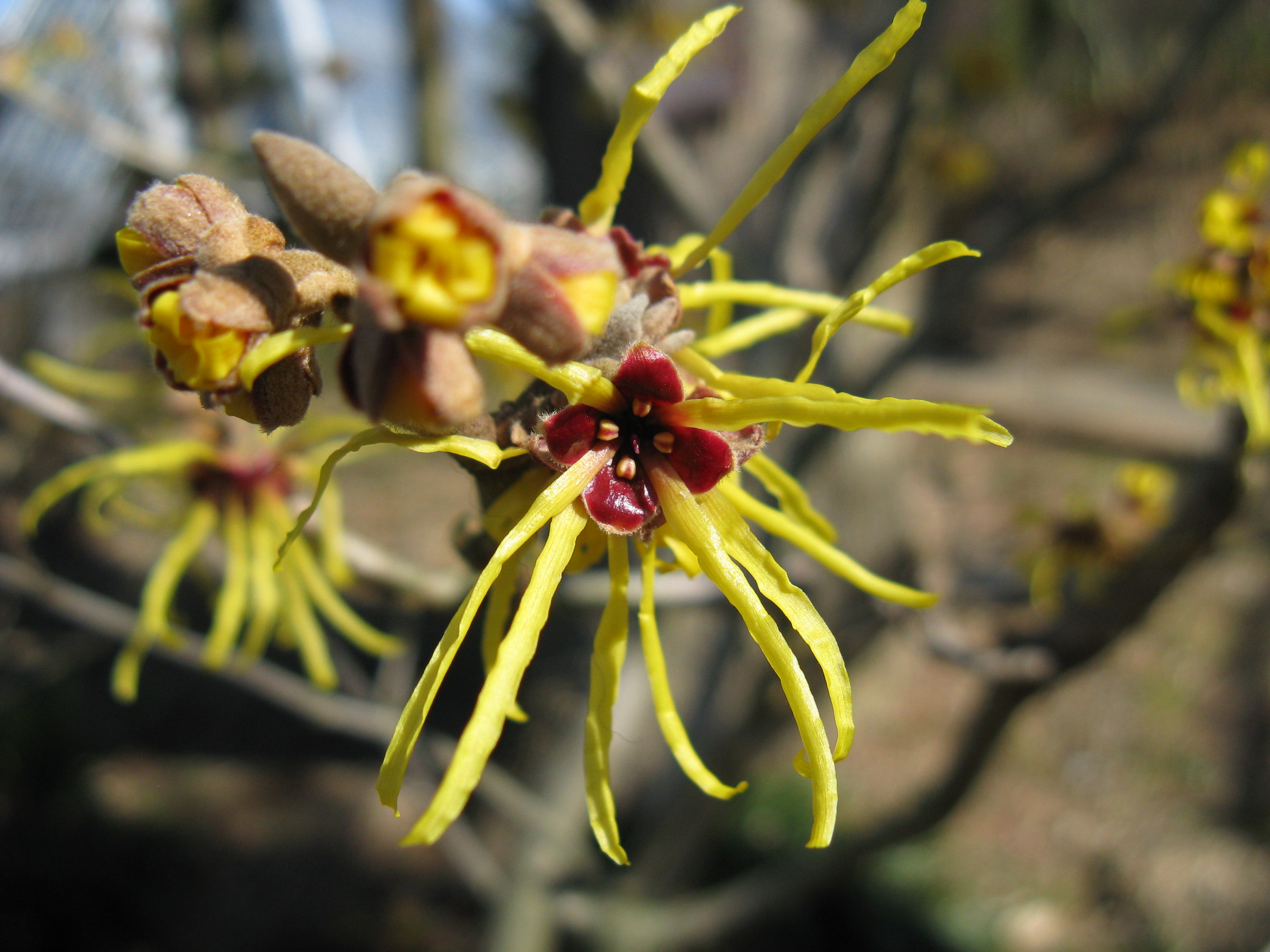
Květy vilínu japonského
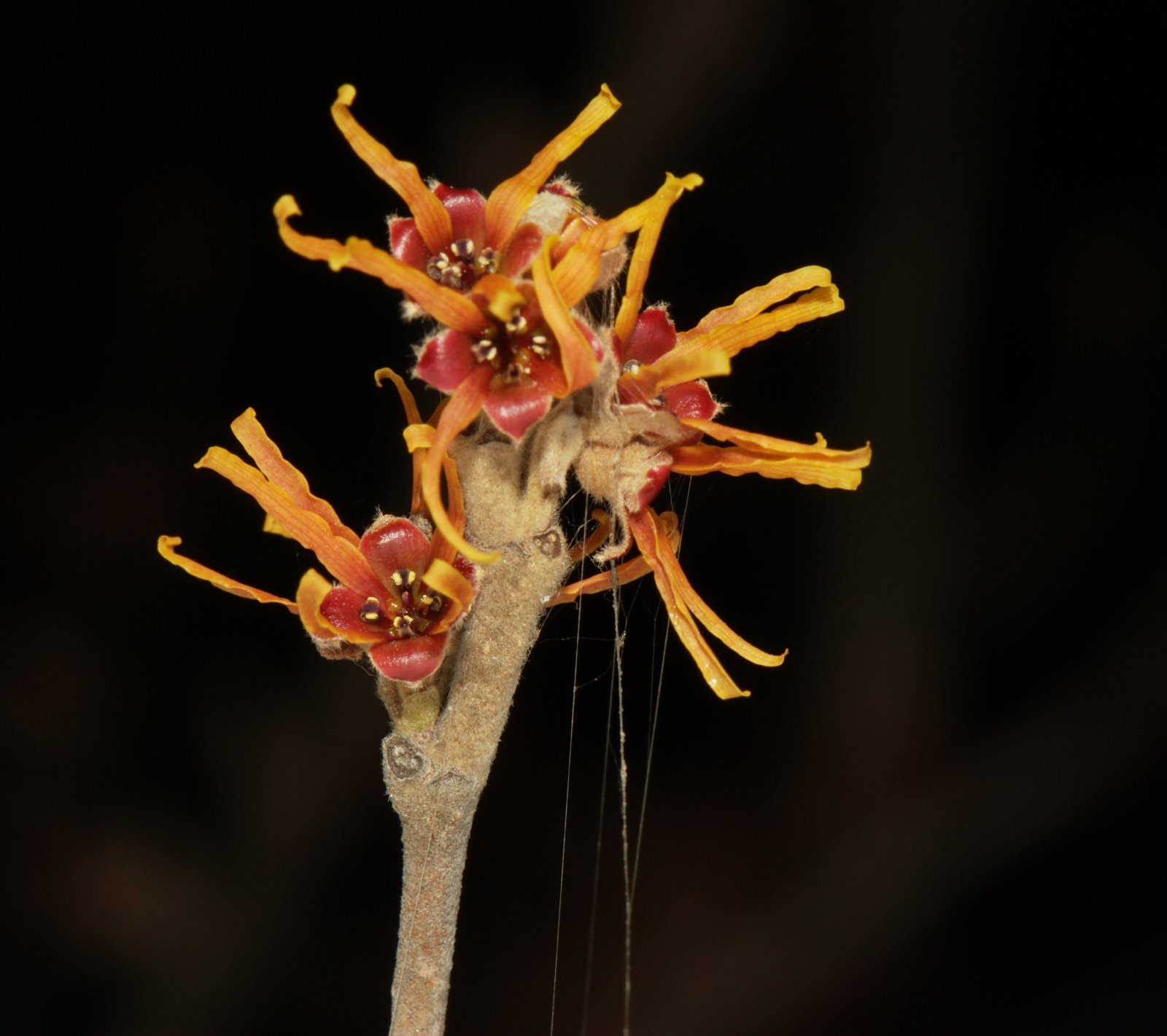
Květy vilínu měkkého
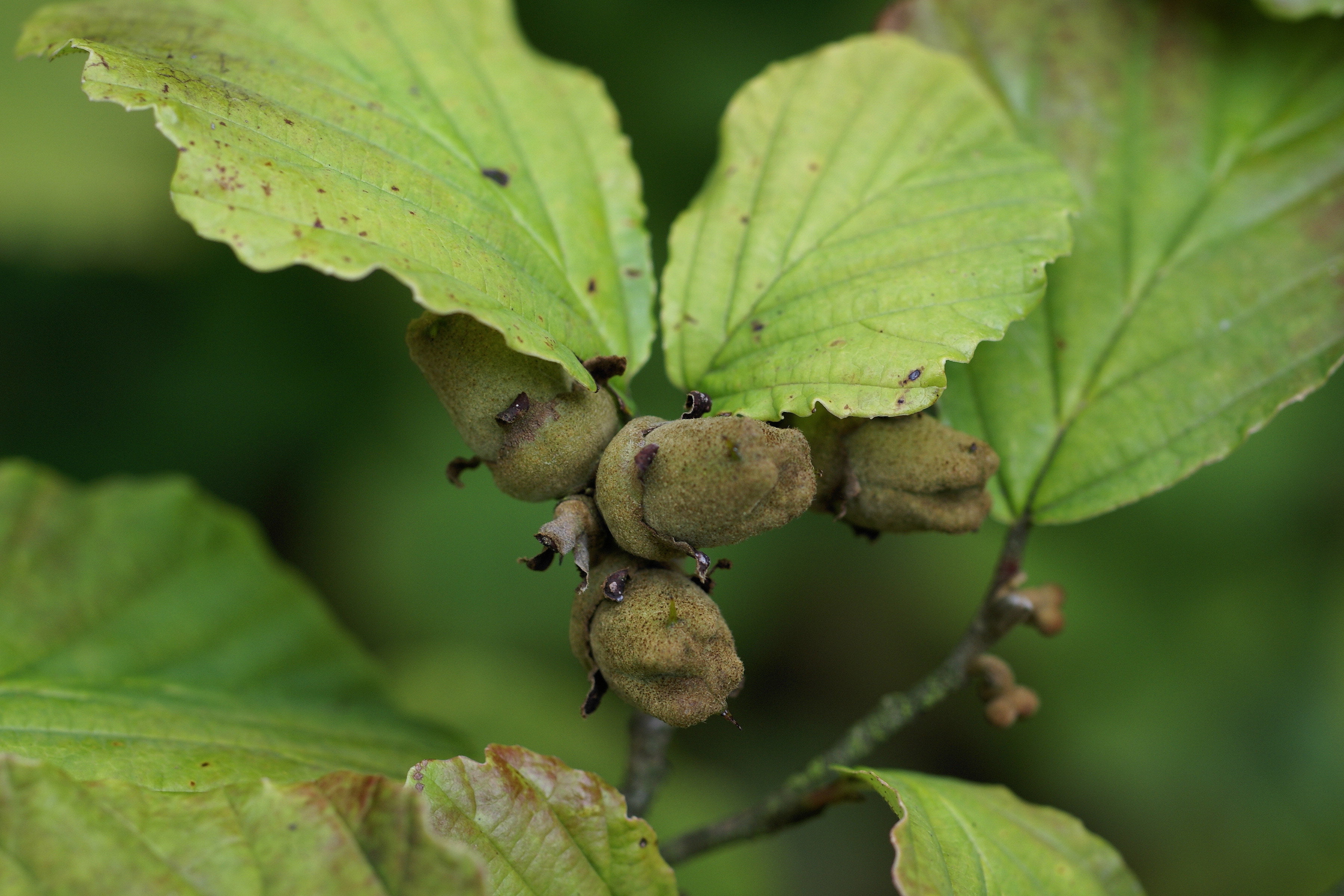
Dozrávající tobolky vilínu prostředního

## Rozšíření
Rod vilín zahrnuje podle současného převažujícího pojetí 4 druhy. Vilín jarní (Hamamelis vernalis) a vilín virginský (H. virginiana) se vyskytují ve východních oblastech Severní Ameriky, vilín měkký (H. mollis) v Číně a vilín japonský (H. japonica) v Japonsku.

## Taxonomie
Forma vilínu virginského z jižní části celého areálu druhu je někdy pojímána jako samostatný druh,
vilín velkolistý (Hamamelis macrophylla). Je spíše nízce stromovitého vzrůstu, listy jsou menší a méně laločnaté než listy severní formy vilínu virginského a se zaoblenějšími laloky. V dnešní taxonomii je nejčastěji pojímán na úrovni variety, jako Hamamelis virginiana var. macrophylla.

## Pěstování
Vilíny jsou celkem odolné a vitální keře, pokud se jim zajistí hlubší, lehce kyselá, humózní a dobře propustná zem a slunné nebo jen lehce přistíněné stanoviště. Ve vápenatých půdách mohou trpět chlorózou. Jsou citlivé na prosychání půdy v létě a na zaplavení vodou v zimním období, které může vést ke hnilobě kořenů. Pokud je zem mělká a v létě vysychá, listy keřů se předčasně podzimně vybarvují a stárnou. Vilíny nevyžadují velkou péči, sestřih se omezuje na odstranění odumřelého dřeva po odkvětu. Kvetou na loňských větévkách. Pro dosažení kompaktního vzrůstu je možno zastřihovat o 2 až 3 pupence konce letorostů, až do kvetoucího dřeva. Sestřih je možno provádět kdykoliv v průběhu roku s výjimkou období rašení listů. Okrasné kultivary bývají roubované nejčastěji na podnož vilínu virginského nebo vilínu jarního a někdy u nich bývají potíže s prorůstáním podnože. Takto vyrážející větévky by se měly co nejdříve až k základu odstraňovat. K přesazování vilínů je nejvhodnější předjaří v době před začátkem rašení listů. Po přesazení z volné půdy keře většinou jednu sezónu stojí a růst započnou až v dalším roce. Dožívají se obvykle okolo 50 let.

## Význam
Vilín virginský byl hojně využíván v domorodé medicíně severoamerických indiánů a používán při ošetřování celé řady neduhů. Listy a kůra obsahují množství tříslovin se svíravým účinkem a jsou používány i v současné medicíně.
Vilíny jsou pěstovány jako okrasné keře, ceněné zejména kvetením v zimním období. Vilín virginský kvete na podzim při opadu listů, ostatní druhy kvetou v období od ledna do března. V současnosti jsou nejčastěji pěstovány různé okrasné kultivary vilínu prostředního (Hamamelis x intermedia). Tento kříženec vilínu měkkého a vilínu japonského byl poprvé v kultuře zaregistrován již v roce 1920. Za nejkrásnější druh je považován vilín měkký. Většina vilínů má také nápadně pestře zbarvené podzimní olistění.

## Zástupci
- vilín japonský (Hamamelis japonica)
- vilín jarní (Hamamelis vernalis)
- vilín měkký (Hamamelis mollis)
- vilín prostřední (Hamamelis × intermedia)
- vilín virginský (Hamamelis virginiana)